# 列瓦镇
列瓦镇，原为列瓦乡，是中华人民共和国四川省凉山彝族自治州木里藏族自治县下辖的一个乡镇级行政单位。2020年6月，撤销列瓦乡、芽祖乡和下麦地乡，设立列瓦镇，以原列瓦乡、芽祖乡和原下麦地乡上麦地村、棉布村所属行政区域为列瓦镇行政区域。

## 行政区划
列瓦镇下辖以下地区：
列瓦村、碾水村、羊棚子村和洼下村。